# Les 7 jours du talion
Les 7 jours du talion é um filme de terror psicológico canadense de 2010 dirigido por Daniel Grou  e estrelado por Claude Legault. O roteiro foi escrito por Patrick Senécal e baseado em seu romance Les sept jours du talion.

## Enredo
Um médico (Claude Legault) sequestra e tortura o homem (Martin Dubreuil) que estuprou e assassinou sua filha.

## Elenco
- Claude Legault como Bruno Hamel
- Rémy Girard como Hervé Mercure
- Martin Dubreuil como Anthony Lemaire
- Fanny Mallette como Sylvie Hamel
- Rose-Marie Coallier como Jasmine Hamel
- Alexandre Goyette como Michel Boisevert
- Dominique Quesnel como Maryse Pleau
- Pascale Delhaes como Diane Masson
- Pascal Contamine como Gaétan Morin
- Daniel Desputeau como Gilles, Médico

## Lançamento e recepção
O filme estreou mundialmente em 22 de janeiro de 2010 no Festival de Cinema de Sundance. Após o lançamento, os críticos reagiram favoravelmente ao filme. No Rotten Tomatoes, 7 Days tem 85% de aprovação, com base em 13 críticas.